# Халфдан Рагнарсон
Халфдан Рагнарсон (активан 865-874), дански ратник и војсковођа.

## Биографија
Халфдан је био син чувеног данског гусара Рагнара Лодброка, и млађи брат Ивара Бескосног и Убе.   У историји је остао запамћен као један од вођа Велике паганске војске која је 865-878. освојила већи део Енглеске. Учествовао је у освајању Нортамбрије и Мерсије, и заповедао је викиншком војском која је после битке код Бејзинга (22. јануара 871) освојила Лондон. Пре Иварове смрти (874) изгубио је подршку својих присталица због своје суровости.

### Име
Халфдан и други Рагнаров син Хвитсерк (дословно Бела кошуља) се никад не спомињу заједно у једном историјском извору, па је могуће да се ради о истој личности, при чему би Халфдан Хвитсерк било име и надимак, како је било уобичајено у оно време (као Рагнар Лодброк, Ивар Бескосни или Свен Рашљобради).